# Wybory do Parlamentu Europejskiego w Czechach w 2004 roku
Wybory do Parlamentu Europejskiego w Czechach w 2004 roku zostały przeprowadzone 11 i 12 czerwca 2004. Były to pierwsze wybory do PE w Czechach – po wstąpieniu 1 maja 2004 tego kraju do Unii Europejskiej. Czesi wybrali 24 przedstawicieli do Parlamentu Europejskiego VI kadencji. Frekwencja wyborcza wyniosła 28,3%.

## Wyniki wyborów
| Lista wyborcza                                                  | Głosy     | %     | Mandaty |
| --------------------------------------------------------------- | --------- | ----- | ------- |
| Obywatelska Partia Demokratyczna                                | 700,942   | 30,0% | 9       |
| Komunistyczna Partia Czech i Moraw                              | 472 862   | 20,3% | 6       |
| SNK Europejscy Demokraci                                        | 257 278   | 11,0% | 3       |
| Unia Chrześcijańskich Demokratów – Czechosłowacka Partia Ludowa | 223 383   | 9,6%  | 2       |
| Czeska Partia Socjaldemokratyczna                               | 204 903   | 8,8%  | 2       |
| Niezależni                                                      | 191 025   | 8,2%  | 2       |
| Partia Zielonych                                                | 73 932    | 3,2%  | –       |
| Razem                                                           | 2 346 010 | 100%  | 24      |